# ورزشگاه ۱۲ شوبات
ورزشگاه ۱۲ شوبات (به لاتین: ۱۲ Şubat Stadium) یک ورزشگاه فوتبال در ترکیه است که در قهرمان‌مرعش واقع شده‌است.